# Westwing
Westwing ist ein deutsches Unternehmen mit Hauptsitz in München, das Internethandel rund um Home & Living betreibt. Es ist in vierzehn europäischen Ländern aktiv, diese sind Deutschland, Österreich, Schweiz, Spanien, Frankreich, Italien, Polen, Portugal, Tschechische Republik, Slowakei, Niederlande, Belgien, Luxemburg und Dänemark. Die Aktie des Unternehmens zählt zum CDAX.

## Geschichte
Das Unternehmen wurde in der ersten Hälfte des Jahres 2011 als Westwing Home & Living GmbH von Delia Lachance (geborene Fischer), Georg Biersack, Matthias Siepe, Stefan Smalla und Tim Schäfer gegründet und ging im August 2011 online. In mehreren Finanzierungsrunden sammelten die Gründer Wagniskapital ein, bis Mitte 2014 waren es rund 150 Millionen Euro. Zu den Investoren zählten unter anderem Tengelmann, Rocket Internet,  Holtzbrinck Ventures, Kinnevik und Access Industries.
Im August 2018 wurde das Unternehmen in eine Aktiengesellschaft umgewandelt und am 9. Oktober 2018 notierte Westwing erstmals an der Frankfurter Börse. Vor dem Börsengang wurden die Geschäfte in Brasilien, Russland und Kasachstan verkauft, das Unternehmen konzentrierte sich auf europäische Märkte. Aufgrund eines durch die Corona-Pandemie getriebenen Booms stieg die Unternehmensaktie im Dezember 2020 in den SDAX auf. Nach Ende dieser Sonderkonjunktur verließ die Aktie diesen Index Ende 2021. Anfang 2022 war der Rechtsformwechsel in eine Europäische Aktiengesellschaft mit Eintrag ins Handelsregister abgeschlossen; der Umwandlungsbeschluss war im Juni 2021 erfolgt. Im Sommer 2022 wurde der bisherige Chief Commercial Officer Andreas Hoerning zum CEO, er löste Stefan Smalla ab.

## Geschäftsmodell
Westwing ist eine E-Commerce-Plattform für Home & Living. Zum einen wird den Kunden im Format eines „Shoppable Magazine“ eine Produktauswahl angeboten; diese sind zeitlich begrenzt verfügbar und wechseln. Die Produkte werden hier neben visuellen Inhalten wie Einrichtungsthemen und Home-Styling-Tipps präsentiert. Zum anderen bietet Westwing neben diesem Club seit 2015 ein permanentes Sortiment an Home & Living-Produkten an. Im Gesamtangebot sind Herstellermarken-Produkte und solche der Eigenmarke (Westwing Collection). Die Eigenmarke gilt als margenstark, ist im Premiumbereich positioniert und wird seit Anfang 2021 gezielt als Teil des Firmenkerns ausgebaut. Im November 2022 eröffnete das Unternehmen seinen ersten Flagship-Store, Standort ist das historische Heine-Haus am Jungfernstieg in Hamburg. Erfahrungen im stationären Verkauf hatte Westwing zuvor mit Pop-up-Stores in verschiedenen Städten gesammelt. Das Unternehmen ist vor allem im B2C-Bereich tätig, richtet sich aber auch an Geschäftskunden (B2B).

## Struktur des Unternehmens
Das Unternehmen ist rechtlich als Europäische Aktiengesellschaft (SE) organisiert. Mutterunternehmen ist die Westwing Group SE. Der Jahresbericht 2024 nennt 13 inländische und sieben Tochtergesellschaften im Ausland. Die Leitungsverantwortung liegt beim Vorstand, der aus zwei Personen besteht. Dem Aufsichtsrat gehören fünf Personen an.

## Aktie
Der Börsengang erfolgte am 9. Oktober 2018. Die Aktie wird im Prime Standard gehandelt und gehört zum CDAX. Rund 20 Prozent der Anteile befinden sich im Streubesitz, der Rest verteilt sich auf Depots institutioneller Investoren, von denen Rocket Internet mit einem Aktienanteil von rund 30 Prozent der gewichtigste ist.